# Награда Милутин Чолић
Награда „Милутин Чолић” је филмска награда која се традиционално уручује редитељу најбољег домаћег филма у Фестовим програмима. Основана је како би се дао мали стимуланс напретку српске кинематографије. Додељује је лист „Политика” од 2016. године. „Политика” је почетком седамдесетих година прошлог века, заједно са својим тадашњим филмским критичарем Милутином Чолићем основала Београдски филмски фестивал – ФЕСТ. Отуда се касније родила идеја да се на најпопуларнијој филмској манифестацији у Београду додељује награда у част Милутина Чолића.

## Досадашњи добитници
Досадашњи добитници су редитељи: 
- Мирјана Карановић за филм „Добра жена” (2016)
- Бојан Вулетић за филм „Реквијем за госпођу Ј” (2017)
- Коста Ристић за филм „Бандити у потрази за мамом” (2018)
- Горан Радовановић за филм „Случај Макавејев или процес у биоскопској сали” (2019)
- Младен Ђорђевић за филм „Сумрак у бечком хаустору” (2020 )
- Немања Ћеранић за филм „Лихвар” (2021)
- Стефан Арсенијевић за филм „Страхиња Бановић” (2022)
- Младомир Пуриша Ђорђевић (постхумно) за филм „Уста пуна земље” (2023)[1]
- Марко Ђорђевић за филм „За данас толико“ (2024)[2]